# Kleine oranje bekerzwam
De kleine oranje bekerzwam (Aleuria exigua) is een schimmel behorend tot de familie Pyronemataceae. Deze grondbewoner leeft saprotroof bij brandplekken.

## Kenmerken
Apothecia zijn 5 mm groot en komen voor in groepen. Het excipulum ectale bestaat uit subglobose of subangulaire cellen (15-40 × 60 µm). Het excipulum medullare bestaat uit vertakte, gesepteerde, hyaliene hyfen. Asci cilindrisch, 8-sporig en meet tot 280 × 9,5-12 µm. Ascosporen eenzijdig, ellipsoïde, hyaliene, 14,5-18,2 × 7,2-9,1 µm. De sporen zijn voorzien van een ruitvormige ornamentatie met aan elke pool een verlengstuk. De parafysen zijn septaat, boven clavaat en meten 2 tot 2,7 µm in diameter.

## Verspreiding
In Nederland komt de kleine oranje bekerzwam zeldzaam voor. Het staat op de rode lijst in de categorie 'Gevoelig'.